# L'Hospitalet Bellsport
El L'Hospitalet Bellsport es un equipo español de fútbol sala fundado en 1983.Su última temporada en la Segunda División fue la 2013-14, actualmente compite en la Segunda División B de fútbol sala.

## Palmarés
- Primera Nacional "A" 2006/2007
- Segunda División B 2012/2013